# Refugium (ecologie)
Een refugium (Latijn), meervoud refugia, betekent letterlijk toevluchtsoord voor een individu, dier of plant. 
Tijdens de ijstijden hebben Zuid- en Zuidoost Europa voor veel planten en dieren gefungeerd als refugium. Zo heeft de zomereik zich sinds de laatste ijstijd weer vanuit Zuid-Spanje, Zuid-Italië en het zuiden van de Balkan naar het noorden over Europa verspreid. Zeer belangrijke ijstijdrefugia zijn de gebieden in de omgeving van de Kaspische en de Zwarte Zee. Overigens is voor de meeste planten en dieren uit de gematigde streken van Europa onduidelijk waar tijdens de ijstijden hun refugium (of refugia) gelegen heeft. Voor de meeste organismen is het aantal beschikbare gegevens onvoldoende om dat te kunnen achterhalen. Dit kan in principe alleen worden nagegaan van planten en dieren waarvan fossielen kunnen ontstaan.